# تابع سینک
در ریاضیات، تابع سینک (که با (sinc(x و گاهی با (Sa(x نشان داده می‌شود) دو تعریف نسبتاً معادل همدیگر دارد. در پردازش سیگنال رقمی و نظریه اطلاعات تابع سینک نرمال شده معمولاً با رابطه زیر تعریف می‌شود:
{\displaystyle \mathrm {sinc} (x)={\frac {\sin(\pi x)}{\pi x}}\,\!}
این تعریف نام نرمال شده را به این دلیل یدک می‌کشد که انتگرالگیری بر روی تمام x به مقدار واحد منجر می‌شود. تبدیل فوریه تابع نرمال شده سینک با تابع مستطیلی شناخته می‌شود.
در ریاضیات تابع سینک غیر نرمال شده باستانی به صورت زیر تعریف می‌شود:
{\displaystyle \mathrm {sinc} (x)={\frac {\sin(x)}{x}}\,\!}
تنها تفاوت بین این دو تعریف مقیاس دهی متغیر مستقل (همان محور x) با عامل ضرب شونده π است. در هر دو حالت، مقدار تابع در ناتکینی قابل رفع در نقطه صفر گاهی به‌طور خاص در حد برابر با ۱ مشخص می‌شود. تابع سینک در همه جا تحلیلی است.
عبارت "sinc" که دارای تلفظ (آوایش انگلیسی: /ˈsɪŋk/) است، از قطع انتهای تام لاتین کامل تابع که sinus cardinalis (همان cardinal sine انگلیسی) است بدست آمده است.

## خواص
عبور از صفر (zero crossing) تابع سینک غیرنرمال شده در مضارب π؛ تلاقی با محور تابع سینک نرمال شده در اعداد صحیح غیر صفر.
نقاط ماکزیزم و مینیمم نسبی تابع سینک نرمال نشده متناظر است با نقاط تقاطع آن با تابع کسینوس. یعنی، (sin(ξ)/ξ = cos(ξ به ازای تمام ξهایی که مشتق sin(x)/x در آن‌ها صفر راست (که در نتیجه به یک اکسترمم نسبی رسیده ایم).
تابع سینک نرمال شده دارای یک نمایش ساده در حالت ضرب نامحدود است:
{\displaystyle {\frac {\sin(\pi x)}{\pi x}}=\prod _{n=1}^{\infty }\left(1-{\frac {x^{2}}{n^{2}}}\right)\,\!}
و توسط فرمول انعکاس اولر با تابع گامای {\displaystyle \Gamma } مرتبط می‌شود:
{\displaystyle {\frac {\sin(\pi x)}{\pi x}}={\frac {1}{\Gamma (1+x)\Gamma (1-x)}}.\,\!}
لئونارد اویلر کشف کرد که
{\displaystyle {\frac {\sin(x)}{x}}=\prod _{n=1}^{\infty }\cos \left({\frac {x}{2^{n}}}\right).}
تبدیل فوریه پیوسته زمان تابع سینک نرمال شده (نسبت به فرکانس معمولی) (rect(f است،
{\displaystyle \int _{-\infty }^{\infty }\mathrm {sinc} (t)\,e^{-i2\pi ft}\,dt=\mathrm {rect} (f),\,\!}
که پاسخ تابع مستطیلی بین minus;1/2& و 1/2 برابر 1 است، و در سایر مناطق برابر صفر است. این مسئله متناظر با ین واقعیت است که فیلتر سینک (دیوار آجری یعنی پاسخ فرکانسی مربعی) یک فیلتر پایین گذر ایده آل است. انتگرال فوریه مذکور، با در نظر گرفتن حالت خاص زیر
{\displaystyle \int _{-\infty }^{\infty }{\frac {\sin(\pi x)}{\pi x}}\,dx=\mathrm {rect} (0)=1\,\!}
یک انتگرال اولیه است و یک انتگرال همگرای en:Lebesgue integral نیست
{\displaystyle \int _{-\infty }^{\infty }\left|{\frac {\sin(\pi x)}{\pi x}}\right|\,dx=+\infty .}
تابع سینک نرمال شده خواصی دارد که آن را در رابطه با میانیابی نمونه‌برداری توابع محدود باند ایده آل می‌سازد:
- این یک تابع میانیاب است، یعنی sinc(0) = 1 و برای kهای صحیح غیر صفر داریم sinc(k) = 0.
- تابع (xk(t) = sinc(t−k یک تابع پایه ارتونرمال برای توابع محدود باند در فضای تابع (L2(R است، با فرکانس زاویه حداکثر

ωH = π
(یعنی فرکانس دوره ای حداکثر ƒH = 1/2).
خواص دو تابع سینک دیگر به شرح زیر است:
- تابع سینک غیرنرمال شده، تابع بسل کروی درجه صفرth از نوع اول است، {\displaystyle \scriptstyle j_{0}(x)}. تابع سینک نرمال شده (j0(πx است.
- {\displaystyle \int _{0}^{x}{\frac {\sin(\theta )}{\theta }}\,d\theta =\mathrm {Si} (x)\,\!}

که (Si(x انتگرال سینوسی است.
- تابع (λ sinc(λ x (نرمال نشده) یکی از پاسخ‌های مستقل خطی به معادله دیفرانسیل معمولی خطی زیر است:

```

  

    

      

        
x

        

          

            

              

                
d

                

                  
2

                

              

              
y

            

            

              
d

              

                
x

                

                  
2

                

              

            

          

        

        
+

        
2

        

          

            

              
d

              
y

            

            

              
d

              
x

            

          

        

        
+

        

          
λ

          

            
2

          

        

        
x

        
y

        
=

        
0.

        

        

      

    

    
{\displaystyle x{\frac {d^{2}y}{dx^{2}}}+2{\frac {dy}{dx}}+\lambda ^{2}xy=0.\,\!}

  

```

تابع دیگر cos(λ x)/x است، که به x = 0 محدود است، برعکس تابع سینک همراهش:
- {\displaystyle \int _{-\infty }^{\infty }{\frac {\sin ^{2}(\theta )}{\theta ^{2}}}\,d\theta =\pi \,\!\rightarrow \int _{-\infty }^{\infty }\mathrm {sinc} ^{2}(x)\,dx=1}

که تابع سینک نرمال شده واسط (meant) است.
- {\displaystyle \int _{-\infty }^{\infty }{\frac {\sin ^{3}(\theta )}{\theta ^{3}}}\,d\theta ={\frac {3\pi }{4}}\,\!}
- {\displaystyle \int _{-\infty }^{\infty }{\frac {\sin ^{4}(\theta )}{\theta ^{4}}}\,d\theta ={\frac {2\pi }{3}}\,\!}

## ارتباط با توزیع دلتای دیراک
تابع سینک نرمال شده را می‌توان به عنوان مولد تابع دلتا استفاده کرد، در صورتی که حد ضعف زیر برقرار باشد:
{\displaystyle \lim _{a\rightarrow 0}{\frac {1}{a}}{\textrm {sinc}}(x/a)=\delta (x).}
حد اشاره شده در بالا یک حد معمولی نیست، زیرا سمت چپ این حد همگرا نیست. در عوض می‌توان گفت
{\displaystyle \lim _{a\rightarrow 0}\int _{-\infty }^{\infty }{\frac {1}{a}}{\textrm {sinc}}(x/a)\varphi (x)\,dx=\varphi (0),}
برای هر تابع هموار {\displaystyle \scriptstyle \varphi (x)} با compact support برقرار است.
در عبارت بالا، در حالی که a به صفر میل می‌کند، تعداد نوسان در واحد طول تابع سینک به بینهایت نزدیک می‌شود. با این حال، عبارت مذکور همیشه در داخل پوش (π a x)/1 ± قرار دارد، و برای هر مقدار غیر صفر x به صفر میل می‌کند. این عمل تصویر غیررسمی (δ(x را که برای هر x غیر از x = 0 صفر است را پیچیده می‌کند، و مسئله تجسم تابع دلتا را به صورت تابع ( و نه یک توزیع) ساده می‌کند. مفهوم مشابهی را در مفهوم گیبس می‌توان یافت.

## پیوندهای مرتبط
- تابع دیریکله
- wikipedia:Anti-aliasing
- فیلتر سینک
- بازنمونه برداری لانکزوس
- فرمول میانیابی ویتاکر-شانون